# Tianguistenco
Tianguistenco là một đô thị thuộc bang México, México. Năm 2005, dân số của đô thị này là 64365 người.